# Marienkirche (Berlijn)
De Marienkirche is een Berlijns kerkgebouw, gelegen aan de Karl-Liebknecht-Straße (voorheen Kaiser-Wilhelm-Straße) in het stadsdeel Berlin-Mitte, nabij de Alexanderplatz.
De precieze ouderdom is niet bekend, maar het gebouw wordt voor het eerst vermeld in Duitse oorkonden uit 1292. Er wordt aangenomen dat het dateert van vroeg in de 13e eeuw. Oorspronkelijk was het een rooms-katholieke kerk, maar na de Reformatie werd het een lutherse kerk. Samen met de Dom van Berlijn is de Marienkirche de kerk van de bisschop van de Evangelische Kerk van Berlijn-Brandenburg-Silezich-Boven-Lausitz.

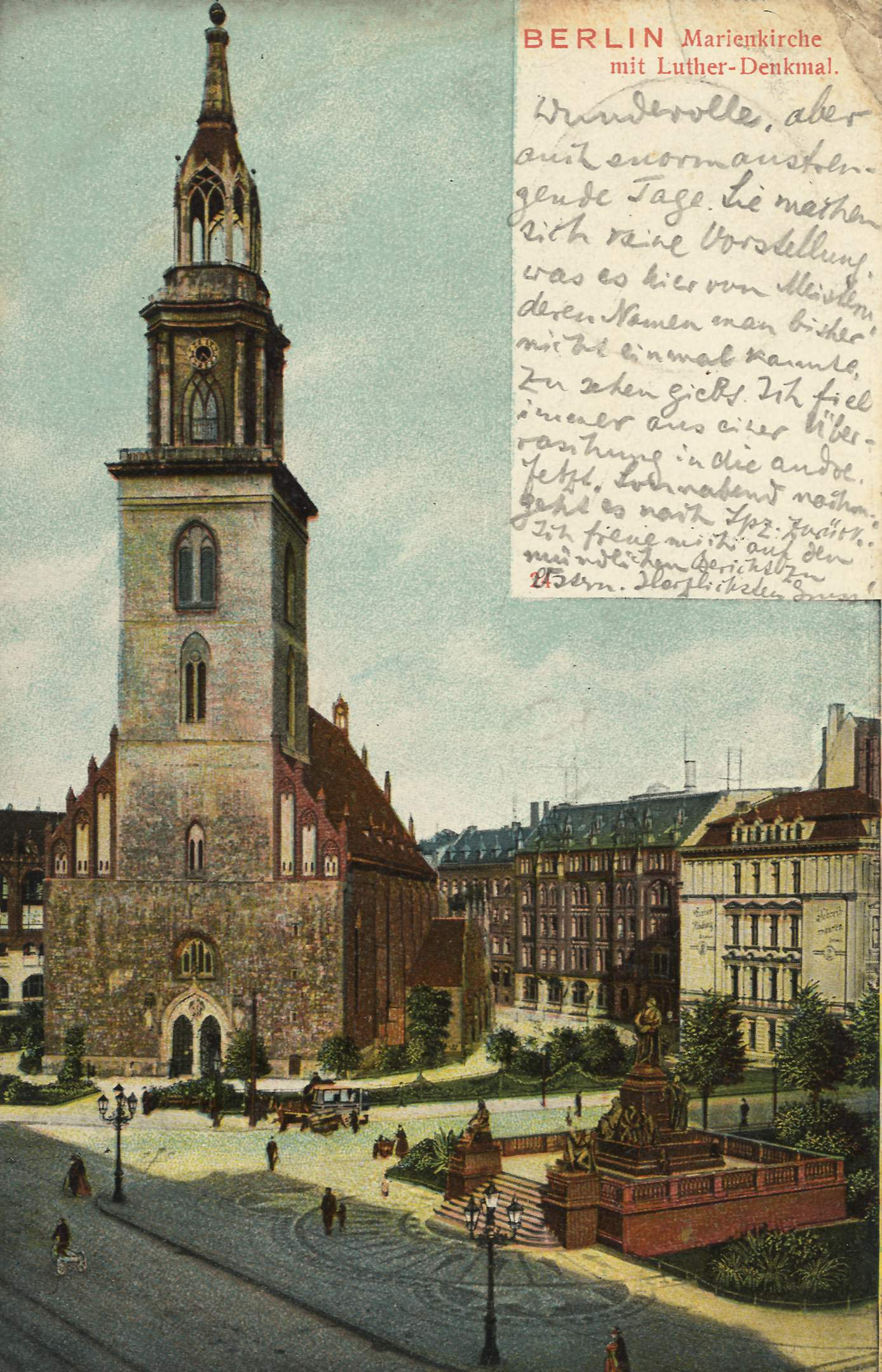
De Marienkirche in 1906, toen nog omgeven door bebouwing
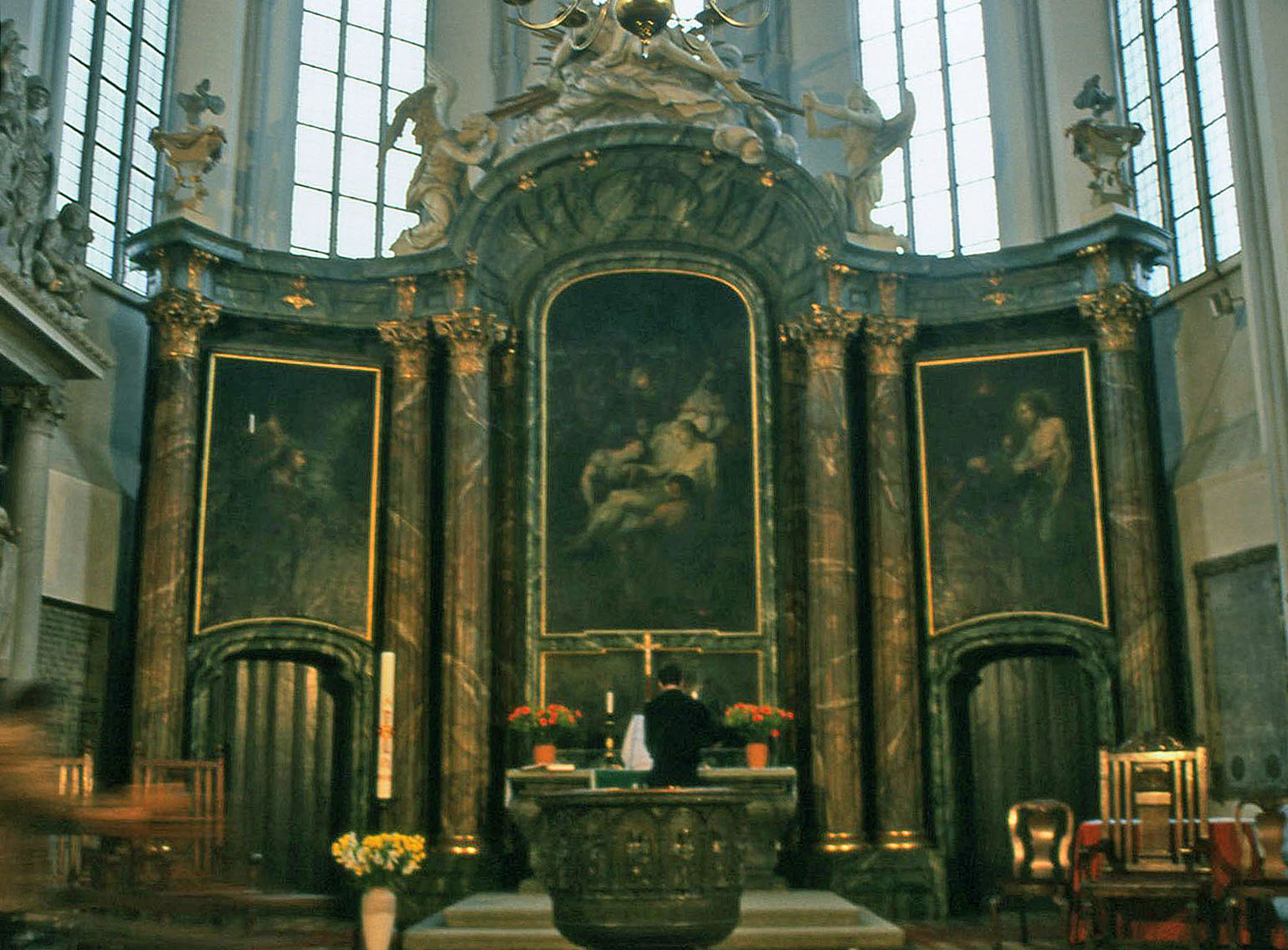
Altaar

Samen met de Nikolaikirche is de Marienkirche de oudste kerk van Berlijn. De oudste delen van de kerk zijn van graniet, maar het grootste deel is gebouw in baksteen, waardoor het zijn kenmerkende rode kleur kreeg. Dit werd overgenomen in het nabijgelegen stadhuis van Berlijn, het Rotes Rathaus. Tijdens de Tweede Wereldoorlog werd het gebouw zwaar beschadigd door bommen van de geallieerden. Na de oorlog lag de kerk in Oost-Berlijn.
Voor de oorlog lag de Marienkirche in een dichtbevolkte buurt van het district Mitte en werd ze gebruikt als parochiekerk. Na de oorlog werden de ruïnes in de omgeving opgeruimd en stond de kerk in de open ruimte rond de Alexanderplatz, overschaduwd door de Fernsehturm.
De Marienkirche herbergt de graftombe van veldmaarschalk Otto Christoph van Sparr. Carl Hildebrand Freiherr von Canstein, de stichter van het oudste Bijbelgenootschap ter wereld, het " Cansteinsche Bibelanstalt", werd in 1719 begraven in de kerk. Buiten de kerk staat een opvallend standbeeld van Maarten Luther.
- Gemeinsame Normdatei: 4192773-4
- Nationale Bibliotheek van Tsjechië: olak20241212435
- Virtual International Authority File: 235968199